# 艺术山
艺术山（法語：Mont des Arts，發音：[mɔ̃ dez‿aʁ]，發音：[ˈkʏnstbɛr(ə)x] ⓘ）是比利时布鲁塞尔中心的一个城市综合体和历史遗址，由比利时皇家图书馆、比利时国家档案馆、布鲁塞尔广场会议中心和一个公共花园构成。该地点位于布鲁塞尔市中心，上半部分位于位于宫廷山街（rue Montagne de la Cour/Hofbergstraat）和布魯塞爾王宮之间，下半部分位于皇帝大道（Boulevard de l'Empereur/Keizerslaan）和阿尔贝蒂娜广场（Place de l'Albertine/Albertinaplein）之间，由布鲁塞尔中央火车站提供大众交通服务。

## 历史

### 早期历史

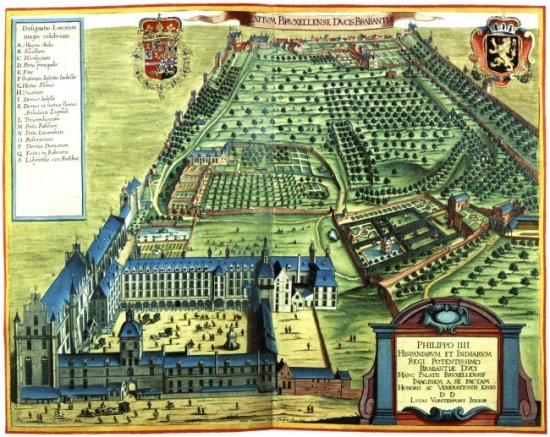
1659年的考登山宫

艺术山地区在历史上曾经历过不同的变迁。直到14世纪，犹太人一直在这里定居，故而留有犹太楼梯。该楼梯由四个陡峭的楼梯组成，通往布鲁塞尔的上城区。后来，围绕着现在已经消失的三头街（Rue des Trois-Têtes/Driehoofdenstraat），此处发展为一个人口稠密的街区，即聖罗克街区（Quartier Saint-Roch/Sint-Rochuswijk），设有旧皇宫，即今日的司法宫。
15-18世纪期间，俯瞰附近地区的这座小山被称为“宫廷山”（Montagne de la Cour/Hofberg），因为以前的考登山宫也坐落于此。这座闻名全欧洲的宫殿在成为布拉班特公爵府邸后曾进行过大规模扩建，但在1731年毁于一场大火。现在，只有一小段宫廷山路保留在皇家广场下方。在接下来的几个世纪中，该地区的发展提出了布鲁塞尔城市规划史上最复杂的问题之一：如何通过宫廷山的重组，将布鲁塞尔割裂的上城和下城连接起来。

### 第一艺术山（1910年–1954年）
19世纪末，国王利奥波德二世萌生了将该地改造成艺术区的想法，并买下了整个街区。各种建筑师和城市规划师应邀绘制建筑平面图，以容纳各种文化机构。与此同时，布鲁塞尔市时任市长夏尔·比尔斯为聖罗克街区制定不同的规划。他的城市和美学理念与利奥波德二世完全相反。市长希望尽可能多地保留老城区，而国王则为他的首都设想了宏伟的项目。比尔斯孤立无援，没有得到市政委员会的支持。1894年11月19日，市政委员会投票支持了国王的计划。五年后，比尔斯愤而辞职。

1897年1898年该街区旧的建筑被拆除后，由于缺乏足够的资金，该地块变成了城市空地。1903年，布鲁塞尔市和比利时政府最终签署了一项协议，在对旧的聖罗克街区和普特里区进行全面改造的同时，修建中央火车站和艺术山。为了在1910年布鲁塞尔国际博览会期间提高该地区的吸引力，国王命令法国景观设计师皮埃尔·瓦舍罗（Pierre Vacherot）在山上设计一个“临时”花园。1910年，利奥波德二世去世一年后，他的继任者阿尔贝一世国王为新公园举行了落成典礼。

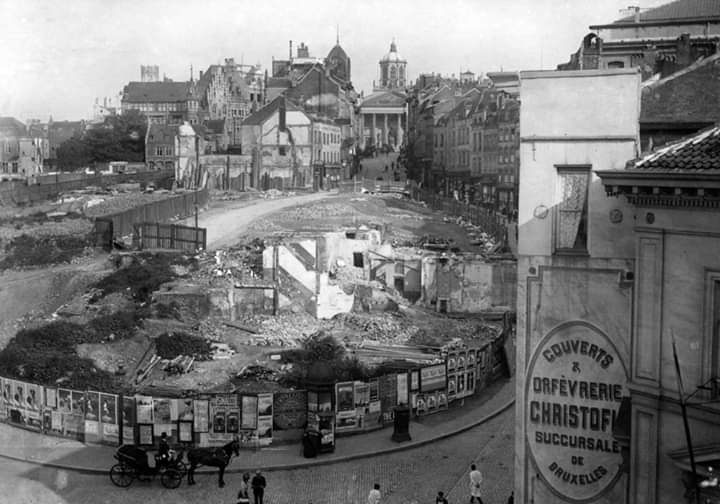
1897年1898年拆除旧街区
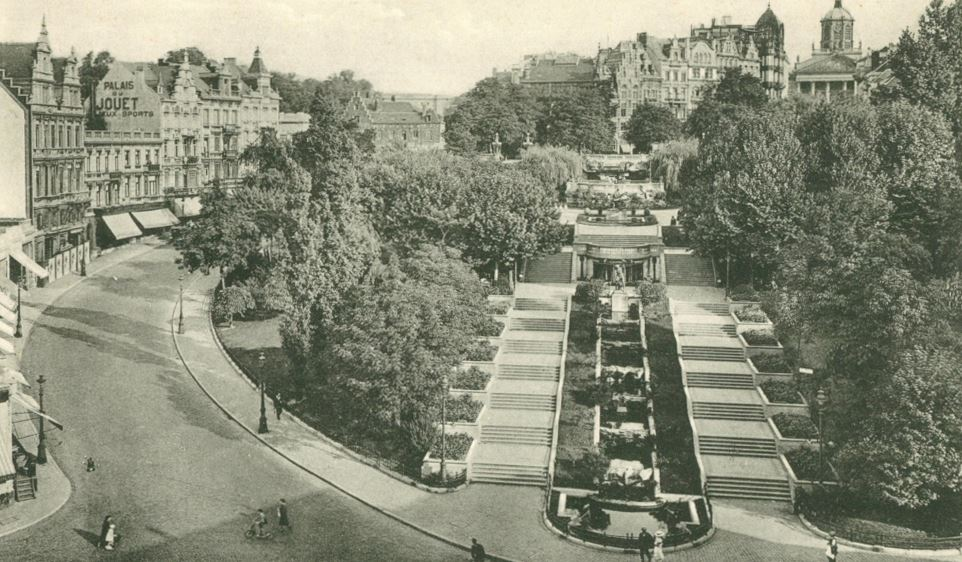
1920年代的临时花园

### 第二艺术山（1954年至今）
虽然花园的设计是临时性的，但它却成为了市中心广受赞誉的绿地，但在20世纪30年代末，当艺术山被重新规划，花园不得不被拆除，以建造一个新的广场作为城市改造项目的中心。该项目由建筑师莫里斯·乌尤和朱尔·戈贝尔特（Jules Ghobert）共同负责。1956年至1969年间，公园及其周边环境被巨大而严酷的几何结构所取代，如比利时皇家图书馆和会议宫（现为布鲁塞尔广场会议中心）。由景观建筑师勒内·佩谢尔设计的新几何花园就建在阿尔贝蒂娜停车场的水泥上盖上。皇家图书馆的修建导致旧的奥兰治-拿骚宫殿（圣乔治教堂除外）完全消失。面对抗议浪潮，1961-1962年决定将其并入图书馆建筑群。落成典礼于1969年举行。

艺术山是布鲁塞尔最美的景观之一。虽然作为会议中心新入口的玻璃钢立方体改变了建筑群的上半部分，但佩谢尔所创造的透视效果在很大程度上得以保留。从高处俯瞰，布鲁塞尔市政厅位于大广场上的著名塔楼清晰可见。在阳光明媚的日子里，还可以看到库克尔贝赫大教堂，甚至原子球塔。西面耸立着雕塑家阿尔弗雷德·库尔滕斯创作的阿尔贝一世骑马雕像，于1951年落成。

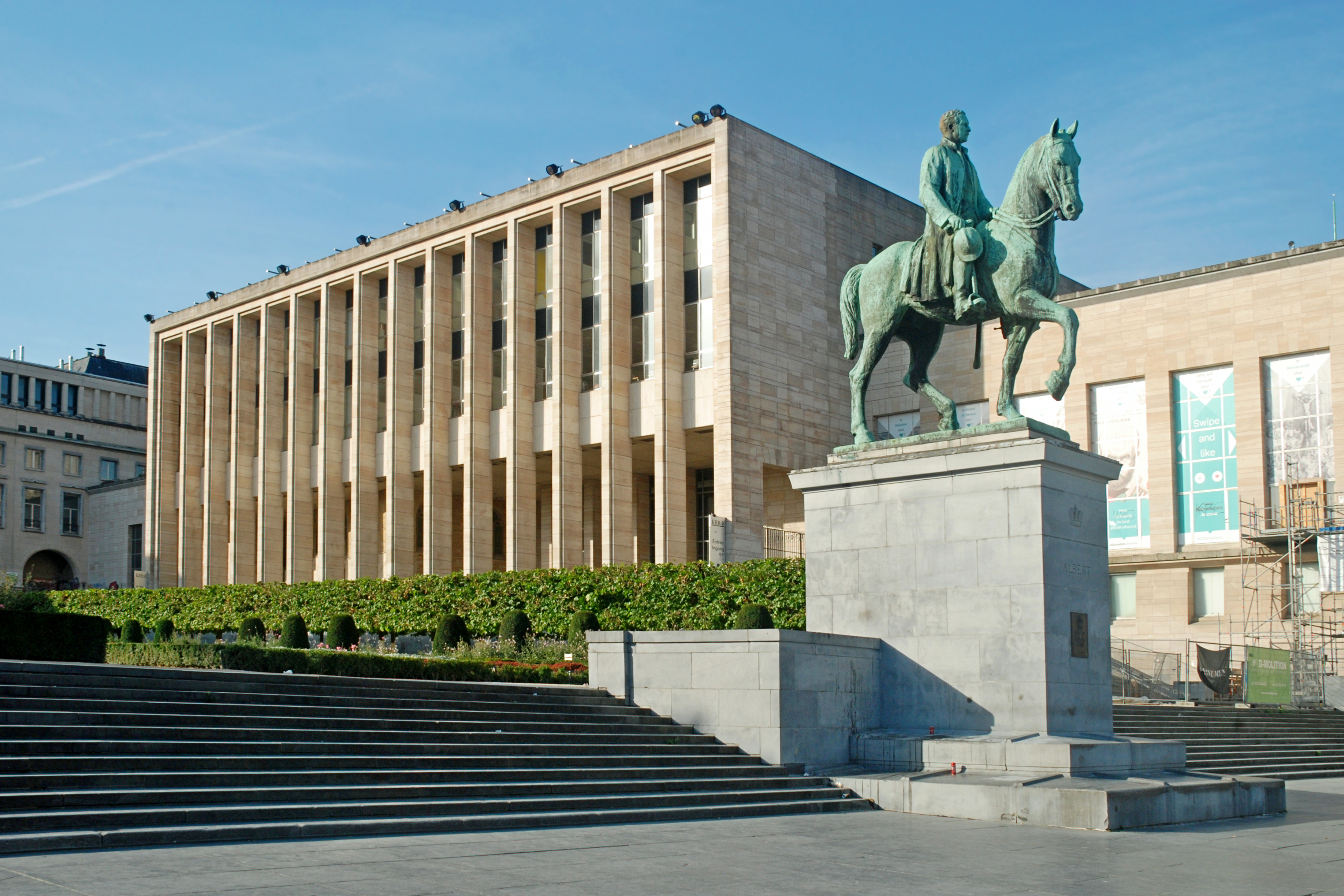
比利时皇家图书馆和阿尔贝一世骑马雕像
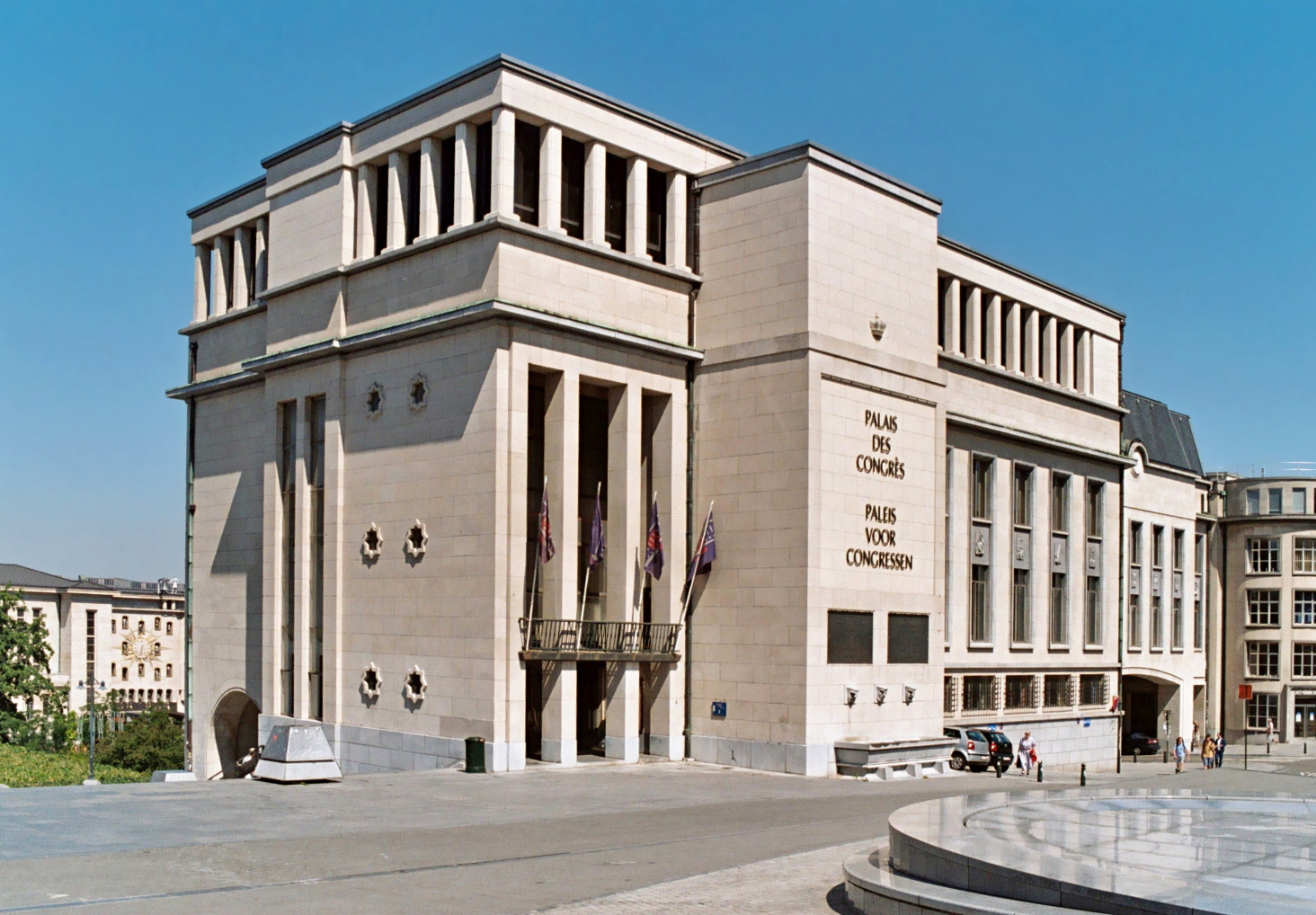
会议宫
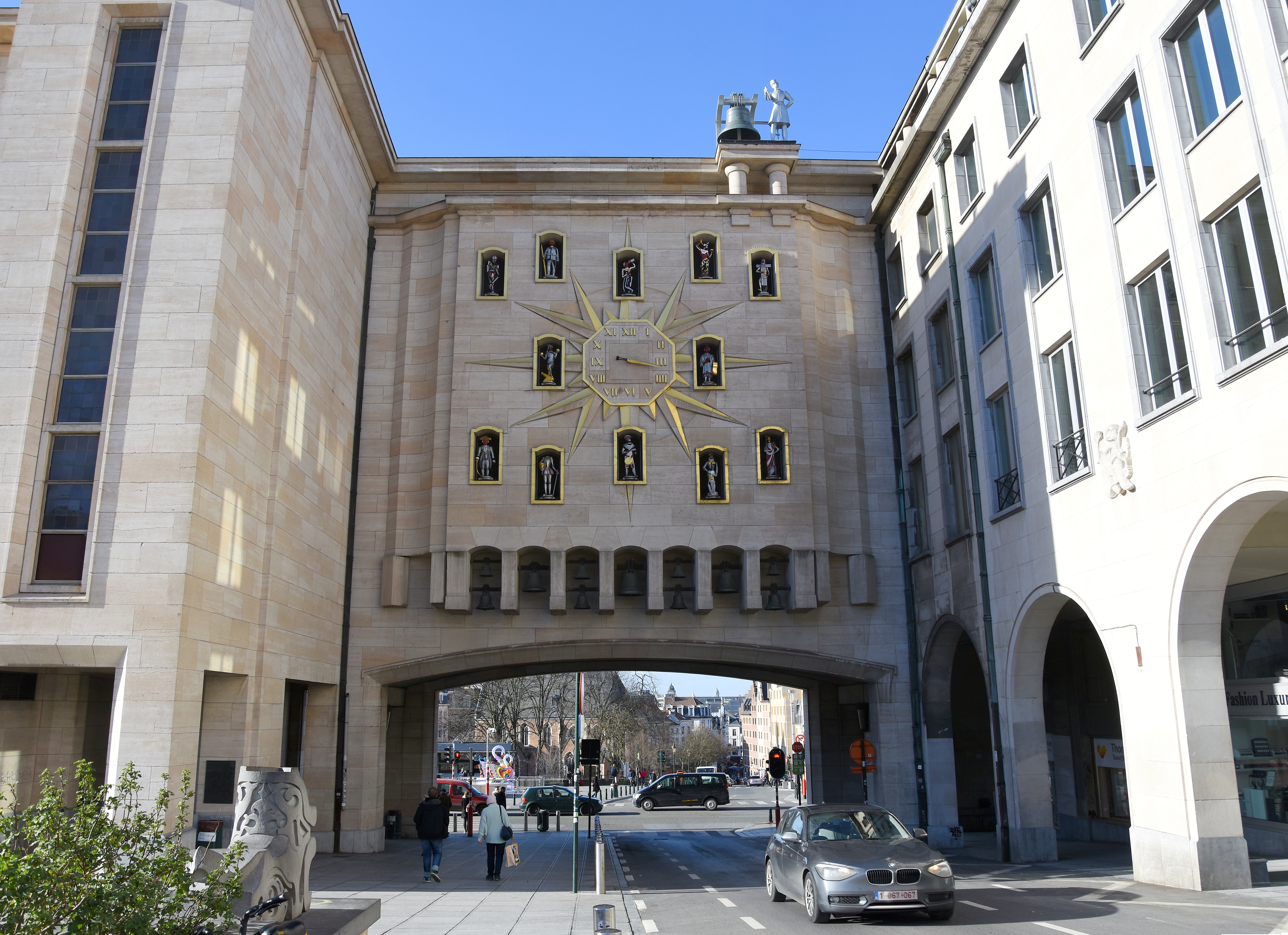
艺术山钟楼
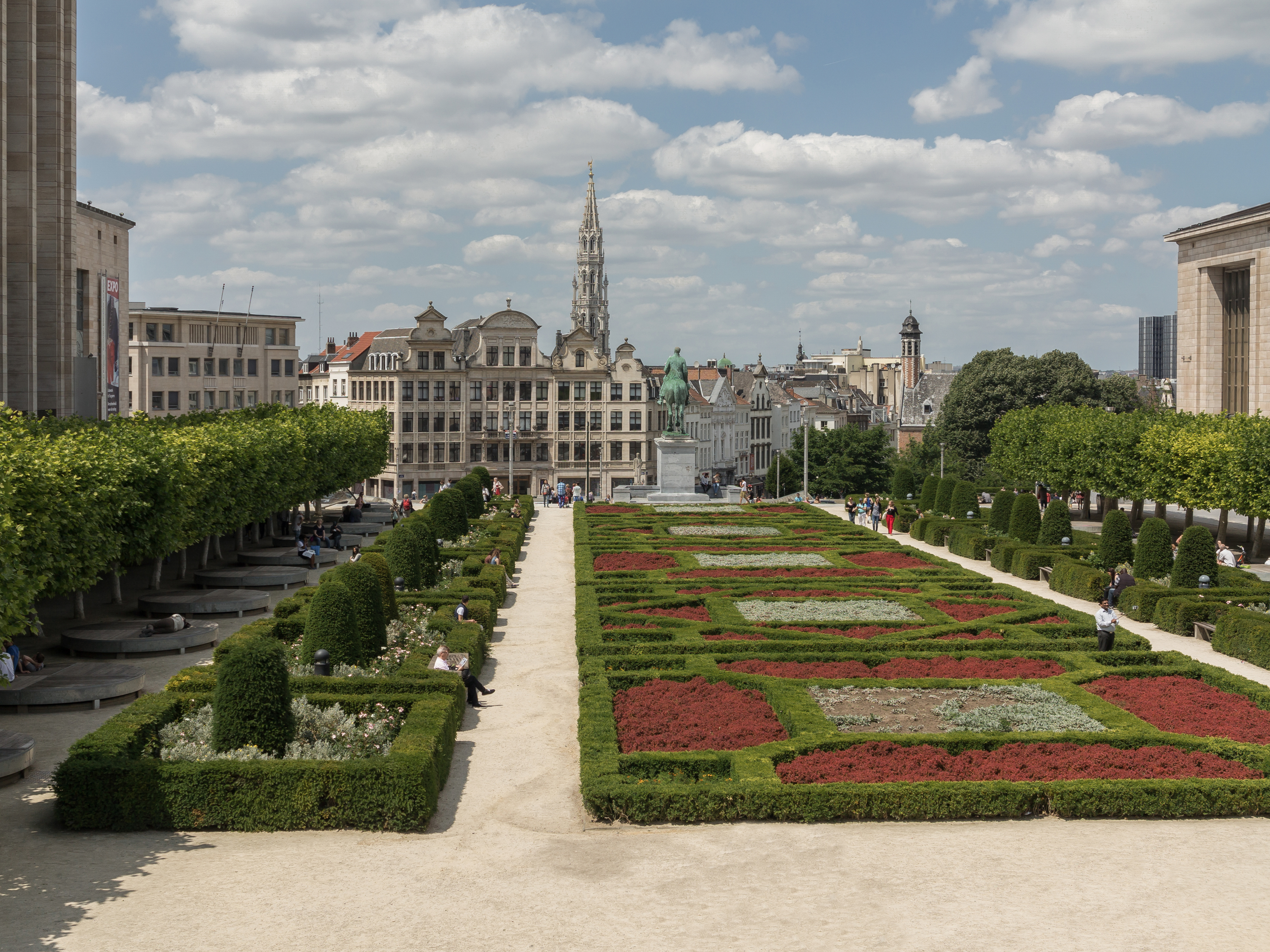
艺术山花园

### 引用
1. ↑  . www.reflexcity.net.   [2021-10-29]. （原始内容存档于2021-10-29）.
2. ↑  . www.reflexcity.net.   [2021-10-29]. （原始内容存档于2021-10-29）.
3. ↑  . www.reflexcity.net.   [2021-10-29]. （原始内容存档于2023-12-06）.
4. ↑  Anagnostopoulos & Houssiau 2006，第3頁.
5. 1 2  . www.montdesarts.com.   [2018-06-09]. （原始内容存档于2019-08-21）.
6. 1 2 3 4  . monument.heritage.brussels.   [2021-10-29]. （原始内容存档于2023-03-21） （法语）.
7. ↑  Demey 1990，第260頁.
8. ↑  Wasseige 1995，第26頁.
9. ↑  . visit.brussels.   [2018-06-09]. （原始内容存档于2021-08-15） （英语）.
10. ↑  Poel, Nana Van De. . Culture Trip.   [2018-08-15]. （原始内容存档于2021-10-06）.

### 书目
- Anagnostopoulos, Pierre; Houssiau, Jean. . Brussels, city of Art and History 42. Brussels: Éditions de la Région de Bruxelles-Capitale. 2006  [2024-03-07]. ISBN 978-2-93045-706-2. （原始内容存档于2024-02-15）.
- Demey, Thierry. . I: Du voûtement de la Senne à la jonction Nord-Midi. Brussels: Paul Legrain/CFC. 1990. OCLC 44643865 （法语）.
- Demey, Thierry. . Brussels: Badeaux. 2013. ISBN 978-2-930609-02-7 （法语）.
- Wasseige, Manoëlle. . Bruxelles, ville d'Art et d'Histoire 15. Brussels: Éditions de la Région de Bruxelles-Capitale. 1995  [2024-03-07]. （原始内容存档于2022-06-25） （法语）.
- (PDF). 1B: Pentagone E-M. Liège: Pierre Mardaga. 1993: 512–516  [2024-03-07]. （原始内容存档 (PDF)于2022-07-10） （法语）.